# Bodiluddelingen 1994
Bodiluddelingen 1994 blev afholdt i 1994 i Imperial i København og markerede den 47. gang at Bodilprisen blev uddelt. Uddelingens værter var Torben Zeller og Søren Østergaard.
Det forsømte forår og Sort høst modtog begge priser, for henholdsvis bedste mandlige hoved- og birolle til Frits Helmuth og Jesper Langberg, og bedste kvindelige hoved- og birolle til Sofie Gråbøl og Pernille Højmark.
Uddelingens Æres-Bodil gik til Flemming Quist Møller for hans virke som instruktør, tegner, forfatter m.m. til Bennys badekar, Snuden-serien, Jungledyret Hugo og Cykelmyggen og Dansemyggen.

## Vindere
| Bedste mandlige hovedrolle               | Bedste kvindelige hovedrolle      |
| ---------------------------------------- | --------------------------------- |
| - Frits Helmuth for Det forsømte forår   | - Sofie Gråbøl for Sort høst      |
| Bedste mandlige birolle                  | Bedste kvindelige birolle         |
| - Jesper Langberg for Det forsømte forår | - Pernille Højmark for Sort høst  |
| Bedste danske film                       | Bedste ikke-europæiske film       |
| - De frigjorte af Erik Clausen           | - Uskyldens år af Martin Scorsese |
| Bedste europæiske film                   | Bedste dokumentarfilm             |
| - The Piano af Jane Campion              | - ikke uddelt                     |

## Øvrige priser

### Æres-Bodil
- Flemming Quist Møller (tegnefilmsinstruktør) for sine mange animationsfilm, bl.a. Jungledyret